# Autriche aux Jeux européens de 2015
L’Autriche participe aux Jeux européens de 2015. Elle fait partie des 50 nations.

## Médailles
| Médaille           | Nom | Sport                 | Évènement                          | Date    |
| ------------------ | --- | --------------------- | ---------------------------------- | ------- |
| Médaille d'or      | Steffan Sebastian (en) | Natation              | Homme 200 mètres 4 nages           | 25 juin |
| Médaille d'or      | Caroline Pilhatsch | Natation              | Femmes 50 mètres dos               | 25 juin |
| Médaille d'argent  | Anita Baielr Ekemini Bassey Dominik Distelberger Elisabeth Eberl Michaela Egger Nikolaus Franzmair Markus Fuchs Mario Gebhard Benjamin Grill Kira Grunberg Christoph Haslauer Stefanie Huber Ina Huemer Dominik Hufnagl Thomas Kain Matthias Kaserer Julio Kellerer Paul Kilbertus Viola Kleiser Josip Kopic Anita Baielr Sarah Lagger Nina Luyer Pamela Manzerdorfen Gunther Matzinger Gerhard Mayer Verena Menapace Elisabeth Niedereder Valentin Pfeil Verena Preiner Brenton Rowe Roman Schmied Anita Baielr Carina Schrempf Beate Schrott Julia Schwarzinger Benjamin Siart Julia Siart Dominik Sedliaczek Christian Smetana Christian Steinhammer Alexandra Toth Andreas Vojta Susanne Walli Veronika Watzek Lukas Weißhaidinger Jennifer Wenth Eva-Maria Wimberger | Athlétisme            | Par Équipe                         | 23 juin |
| Médaille d'argent  | Bettina Plank | Karaté                | Kumite féminin moins de 50 kg      | 13 juin |
| Médaille d'argent  | Alisa Buchinger | Karaté                | Kumite féminin moins de 68 kg      | 14 juin |
| Médaille d'argent  | Anna-Maria Alexandri Eirini-Marina Alexandri | Natation synchronisée | Duo                                | 15 juin |
| Médaille d'argent  | Yvonne Schuring (en) | Canoë-kayak           | Femmes K-1500m                     | 16 juin |
| Médaille d'argent  | Lena Plesiutschnig (en) Katharina Schützenhöfer | Volley-ball           | Féminin sur plage                  | 20 juin |
| Médaille d'argent  | Caroline Pilhatsch | Natation              | Femmes 50 mètres papillon          | 27 juin |
| Médaille de bronze | Robert Gardos Stefan Fegerl Daniel Habesohn | Tennis de table       | Par équipe                         | 15 juin |
| Médaille de bronze | Anna-Maria Alexandri | Natation synchronisée | Solo                               | 16 juin |
| Médaille de bronze | Olivia Hofmann (en) | Tir                   | Carabine à 50 m 3 positions femmes | 19 juin |
| Médaille de bronze | Bernadette Graf | Judo                  | Femmes -70kg                       | 26 juin |